# Contrexéville
Contrexéville là một xã, nằm ở tỉnh Vosges trong vùng Grand Est của Pháp. Xã này có diện tích 14,96 km², dân số năm 1999 là 3708 người. Xã này nằm ở khu vực có độ cao trung bình 344 m trên mực nước biển.
Dân địa phương tiếng Pháp gọi là Contrexévillois.

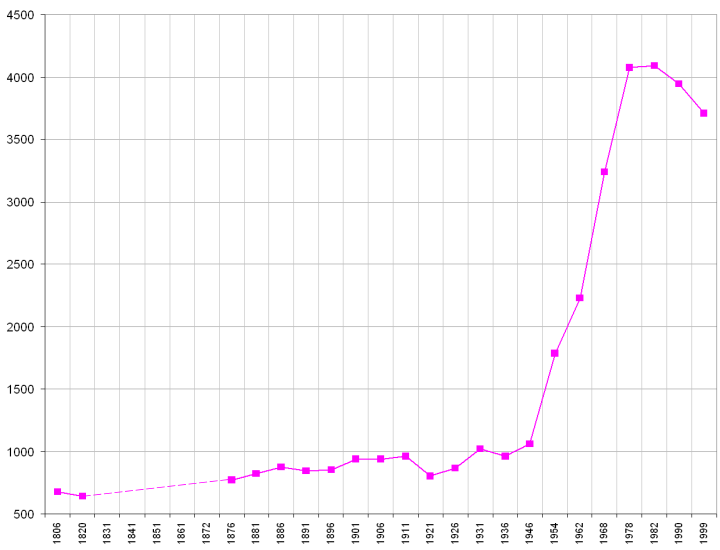
Courbe d'évolution de la démographie de Contrexéville

## Thông tin nhân khẩu
| 1806 | 1820  | 1876 | 1881  | 1886  | 1891  | 1896  | 1901  | 1906  | 1911  | 1921  |
| ---- | ----- | ---- | ----- | ----- | ----- | ----- | ----- | ----- | ----- | ----- |
| 676  | 639   | 772  | 821   | 875   | 846   | 854   | 937   | 940   | 960   | 805   |
| 1926 | 1931  | 1936 | 1946  | 1954  | 1962  | 1968  | 1975  | 1982  | 1990  | 1999  |
| 867  | 1 021 | 963  | 1 062 | 1 785 | 2 228 | 3 236 | 4 076 | 4 090 | 3 945 | 3 708 |